# Синагога Асмэры
Большая синагога Асмэры (тигринья ምኩራብ ኣስመራ; араб. معبد أسمرا‎; ивр. בית הכנסת של אסמרה‎) — синагога в городе Асмэра, столице Эритреи.

## История
Первые евреи прибыли в Эритрею в конце XIX века. В основном они были выходцами из еврейской общины Адена. По переписи, проведенной в Эритрее на 1 января 1905 года, в Эритрее проживало 120 евреев, 83 из них в городе Асмэра. Большая синагога была построена еврейской общиной Асмэры в 1906 году. Она расположена на Харнет авеню в центре города и являлась местом сбора еврейской общины. 
В 1948 году, после того как было создано государство Израиль, начался постепенный процесс эмиграции еврейского населения из Эритреи. Однако 1950-х годах в Эритрее всё ещё проживали 500 евреев. Синагога также обслуживала евреев, которые приезжали со всей Африки, чтобы отмечать там «грозные дни» (10 дней между Рош ха-Шана и Йом-кипуром).  В это время при синагоге была основана учительская семинария.
В 1961 году началась Эритрейская война за независимость против Эфиопии. Именно тогда евреи начали массово покидать Эритрею. В начале 1970-х годов еврейская эмиграция увеличилась. В 1975 году главный раввин и большая часть общины были эвакуированы. К тому времени в стране осталось всего 150 евреев.
Эритрея официально обрела независимость в 1993 году, к этому времени почти все местные евреи либо умерли, либо эмигрировали. На 2006 год уроженец Асмэры бизнесмен Самуэль Коэн присматривал за зданием синагоги. Ещё несколько евреев, не являющихся коренными жителями, также посещают синагогу.
Иудаизм не входит в число четырёх религий, признанных правительством Эритреи. Несмотря на это, правительство никогда не ограничивало еврейскую свободу вероисповедания.

## Описание
Кроме главного святилища, вмещающего до 200 человек, имеются учебные классы семинарии и небольшое еврейское кладбище.